# Station Fagerhaug
Station Fagerhaug is een station in Fagerhaug, gemeente Oppdal in fylke Trøndelag  in  Noorwegen. Het station ligt aan Dovrebanen.Fagerhaug werd in 1921 geopend toen Dovrebanen helemaal in gebruik werd genomen. Het stationsgebouw is een ontwerp van Gudmund Hoel en Jens Flor.
Fagerhaug werd in 1968 gesloten voor personenvervoer. Het voormalige station wordt nog wel gebruikt als passeerspoor.